# Auvernaux
Auvernaux là một xã ở tỉnh Essonne thuộc vùng Île-de-France miền bắc nước Pháp.
Theo điều tra dân số năm 1999, dân số xã này là 257 người. Ước tính dân số năm 2007 là 318.
Người dân tại đây trong tiếng Pháp là Auvernois.